# American Tragedy
American Tragedy är det andra studioalbumet av det amerikanska rapcore-bandet Hollywood Undead. Albumets huvudsingel, "Hear Me Now", släpptes den 13 december 2010 till radio. Den 15 mars släpptes "Been to Hell" som albumets andra singel och musikvideo. En icke-singel, "Comin' in Hot" släpptes den 21 januari som gratis nedladdning för att promota albumet, och är nu tillgänglig på iTunes från och med den 15 mars. American Tragedy, som först var tänkt att släppas i mars, säpptes istället den 5 april 2011.

## Bakgrund
Sedan de släppte live-CD/DVD:n Desperate Measures sent 2009, började bandet skriva material för det andra studioalbumet. Men tidigt 2010 sparkades sångaren Aron "Deuce" Erlichman ut ur gruppen, vilket skapade ont blod mellan Erlichman och Hollywood Undead, där Erlichman gick så pass långt att han släppte låten "Story of a Snitch" mot gruppen för att de sparkade ut honom. Sent 2010 bekräftade bandet att turnémedlemmen Daniel "Danny" Murillo, som medverkat i nionde säsongen av American Idol och även var sångaren i bandet Lorene Drive, skulle ta över som Erlichmans ersättare. J-Dog tog även över basen.
Inspelningen för albumet började sommaren 2010 och var från början tänkt att släppas under hösten samma år. Inspelningen varade till november och mixades efter Thanksgiving. James Diener, chef för bandets skivbolag, tror att det här albumet kommer att ge bandet en större mainstream-succé. Bandet bekräftade även att producenten Don Gilmore, som även jobbade med dem på deras debutalbum, skulle återvända som producent för albumet.
Den 11 januari 2011 bekräftade bandet albumets titel, American Tragedy, och släppte även en förhandsvisning av albumet med en instrumental snutt av den då obetitlade låten "Been to Hell". Johnny 3 Tears förklarade i en intervju meningen med albumtiteln. "American Tragedy" hänvisar till konceptet att många amerikanska ungdomar växer upp i tron på vissa ideal som de, när de blir vuxna, upptäcker är falska. Den 19 januari släppte bandet en bild på sina nya masker, samt den nya medlemmen Dannys mask. Bandet valde att uppdatera sina masker eftersom, "Vi ville ha nya masker eftersom de representerar oss som band och som helhet. Vi kände alla att det är två år sedan den första skivan och dags att starta ett nytt kapitel". Dessutom fick den växande fanskaran maskdesignern Jerry Constantine att påpeka att vissa fans masker började se bättre ut än bandets masker. Varje medlem designade sin egen mask, där de nya designerna är mycket närmare originalkonceptet än tidigare. Johnny 3 Tears anser att maskerna är mer sofistikerade och speglar hur annorlunda det nya albumet är jämfört med deras tidigare verk.
Johnny 3 Tears beskriver albumet som mycket tyngre än 2008:s Swan Songs. "Det är mer rock, tyngre sound och mer smärta i låtarna", uppger J3T, och relaterar detta till landet nuvarande situation. "När du skriver låtar är du mycket är du medveten om vad som händer i världen. Det är svårt att skriva glada låtar när 14 procent av befolkningen är arbetslös." Den 25 februari bekräftade bandet att albumets officiella releasedatum var den 5 april 2011. På tal om albumet som helhet, säger Johnny 3 Tears att, "American Tragedy är skivan som jag alltid hoppats att Hollywood Undead skulle skriva, vi kunde inte vara mer stolta. Vi hoppas att alla fans älskar den lika mycket som vi gör. Våra fans betyder allt för oss, och vi dedicerar den här skivan till dem."                      

## Låtlista
Alla låtar är skriva och framförda av Hollywood Undead.
| Nr  | Titel             | Kompositör                                             | Producent(er)            | Längd |
| --- | ----------------- | ------------------------------------------------------ | ------------------------ | ----- |
| 1.  | Been to Hell      | Charlie Scene, Danny, J-Dog, Johnny 3 Tears            | Don Gilmore              | 3:23  |
| 2.  | Apologize         | Charlie Scene, Da Kurlzz, Danny, J-Dog, Johnny 3 Tears | Griffin Boice            | 3:27  |
| 3.  | Comin' in Hot     | Charlie Scene, Danny, Funny Man                        | Griffin Boice            | 3:43  |
| 4.  | My Town           | Charlie Scene, Da Kurlzz, Danny, J-Dog, Johnny 3 Tears | Sam Hollander, Dave Katz | 3:36  |
| 5.  | I Don't Wanna Die | Charlie Scene, Danny, Johnny 3 Tears                   | Griffin Boice            | 3:59  |
| 6.  | Hear Me Now       | Danny, J-Dog, Johnny 3 Tears                           | Sam Hollander, Dave Katz | 3:34  |
| 7.  | Gangsta Sexy      | Charlie Scene,Funny Man, Danny                         | Don Gilmore              | 3:54  |
| 8.  | Glory             | Danny, J-Dog, Johnny 3 Tears                           | Don Gilmore              | 3:34  |
| 9.  | Lights Out        | Charlie Scene, Danny, Funny Man, J-Dog                 | Ben Grosse               | 3:51  |
| 10. | Coming Back Down  | Danny, J-Dog, Johnny 3 Tears                           | Kevin Rudolf             | 3:23  |
| 11. | Bullet            | Charlie Scene, Danny, J-Dog, Johnny 3 Tears            | Griffin Boice            | 3:18  |
| 12. | Levitate          | Charlie Scene, Danny, J-Dog, Johnny 3 Tears            | Kevin Rudolf             | 3:24  |
| 13. | Pour Me           | Danny, J-Dog, Johnny 3 Tears                           | Don Gilmore              | 4:03  |
| 14. | Tendencies        | Da Kurlzz, Danny, J-Dog, Johnny 3 Tears                | Griffin Boice            | 3:32  |

| 15. | Mother Murder | Johnny 3 Tears, Charlie Scene, Danny, J-Dog                       |  | 4:10 |
| 16. | Lump Ya Head  | J-Dog, Danny, Johnny 3 Tears, Funny Man, Charlie Scene, Da Kurlzz |  | 3:37 |
| 17. | Le Deux       | J-Dog, Danny, Charlie Scene, Funny Man, Johnny 3 Tears            |  | 3:45 |
| 18. | S.C.A.V.A.    | Danny, Johnny 3 Tears, J-Dog, Charlie Scene                       |  | 4:04 |

## Medverkande

### Musiker
| Hollywood Undead - Charlie Scene – Sång, sologitarr, kompositör - Da Kurlzz – trummor, slagverk, skrik, sång, kompositör - Danny – ren sång - J-Dog – keyboard, synthesizer, piano, kompgitarr, bas, sång, skrik, kompositör, additional produktion, ljudteknik - Johnny 3 Tears – sång, kompositör - Funny Man – sång, kompositör | Ytterligare musiker - Dean Butterworth - trummor - Dorian Crozier - trummor - Will Hunt - trummor - Daren Pfeifer - trummor - John 5 - gitarr - Matt Mayes - sång - Petra Christensen - sång - Jamie Muhoberac - keyboard - B.C. Smith - programming, keyboard - Bart Hendrickson - programmering - Dave Katz - programmering, gitarr, kompositör - Jeff Halavacs - kompositör - Jacob Kasher - kompositör |

### Produktion
| - Don Gilmore – produktion, kompositör - Griffin Boice - produktion, ljudtekniker, mixing, guitar, bass guitar, drums, percussion, organ, programmering, stränginstrument - Ben Grosse - produktion, ljudtekniker, mixing, keyboard, programmering, kompositör - Jeff Halatrax - produktion, gitarr - Kevin Rudolf - produktion, ljudtekniker, instrumentation, kompositör - S*A*M - produktion, programmering, kompositör - Sean Gould - ljudtekniker, mixing, gitarr, bas, programmering - Ken Dudley - ljudtekniker - Paul Pavao - ljudtekniker - Mark Kiczula - ljudtekniker - Jeremy Miller - assisterande ljudtekniker | - Grant Michaels - assisterande ljudtekniker, programmering - Graham Hargrove - assisterande ljudtekniker - Sean Curiel - trum-ljudtekniker - Dylan Dresdow - mixing - Serban Ghenea - mixing - John Hanes - mixing - Jaime Martinez - mixing-assistent - Tim Roberts - mixing-assistent - Jonas Åkerlund - fotografi - Jeff Janke - fotografi - Rogelio Hernandez II - Art director, grafisk design - James Diener - A&R |